# Хутірська сільська рада (Черкаський район)
Хутірська́ сільська́ ра́да — адміністративно-територіальна одиниця та орган місцевого самоврядування в Черкаському районі Черкаської області. Адміністративний центр — село Хутори.

## Загальні відомості
- Населення ради: 2 422 особи (станом на 2001 рік)

## Населені пункти
Сільській раді підпорядковані населені пункти:
- с. Хутори

## Склад ради
Рада складається з 16 депутатів та голови.
- Голова ради: Гуриненко Андрій Оксентійович
- Секретар ради: Вакалюк Наталія Петрівна

### Керівний склад попередніх скликань
| Прізвище, ім'я, по батькові   | Основні відомості                                                                                                | Дата обрання | Дата звільнення |
| ----------------------------- | --- | ------------ | --------------- |
| Гуриненко Андрій Оксентійович | Сільський голова, 1950 року народження, освіта середня спеціальна, член Всеукраїнського об'єднання «Батьківщина» | 26.03.2006   | 31.10.2010      |
| Гуриненко Андрій Оксентійович | Сільський голова, 1950 року народження, освіта середня спеціальна, член Всеукраїнського об'єднання «Батьківщина» | 31.10.2010   |                 |

Примітка: таблиця складена за даними сайту Верховної Ради України

### Депутати
За результатами місцевих виборів 2010 року депутатами ради стали:

#### За суб'єктами висування
| Суб'єкт висування | Кількість обраних депутатів | %    |
| ----------------- | --------------------------- | ---- |
| Самовисування     | 14                          | 87,5 |
| Народна партія    | 1                           | 6,3  |
| Партія регіонів   | 1                           | 6,3  |

#### За округами
| № округу        | Прізвище, ім'я, по батькові       | Дата визнання обраним | Освіта             | Партійна приналежність                        | Відомості про обраного депутата                                     |
| --------------- | --------------------------------- | --------------------- | ------------------ | --------------------------------------------- | ------------------------------------------------------------------- |
| Народна Партія  |                                   |                       |                    |                                               |                                                                     |
| 7               | Братко Михайло Михайлович         | 01.11.2010            | вища               | член Народної партії                          | ТОВ АПК Маїс м. Черкаси, головний агроном                           |
| Партія регіонів |                                   |                       |                    |                                               |                                                                     |
| 12              | Терещенко Лариса Анатоліївна      | 30.01.2011            | середня спеціальна | член Партії регіонів                          | тимчасово не працює                                                 |
| Самовисування   |                                   |                       |                    |                                               |                                                                     |
| 1               | Семенуха Андрій Павлович          | 01.11.2010            | середня спеціальна | позапартійний                                 | ВАТ"Птахофабрика"Перше травня", електро монтер                      |
| 2               | Короп Олександр Данилович         | 01.11.2010            | вища               | позапартійний                                 | ВАТ"Птахофабрика"Перше травня", головний теплотехнік                |
| 3               | Зганяйко Микола Федорович         | 01.11.2010            | середня спеціальна | член Всеукраїнського об'єднання «Батьківщина» | пенсіонер                                                           |
| 4               | Дяченко Оксана Василівна          | 01.11.2010            | вища               | позапартійна                                  | Школа № 10 м. Черкаси, вчитель української мови та літератури       |
| 5               | Нека Петро Михайлович             | 01.11.2010            | середня спеціальна | позапартійний                                 | , безробітній                                                       |
| 6               | Сагун Катерина Іванівна           | 01.11.2010            | середня спеціальна | позапартійна                                  | ВАТ"Птахофабрика"Перше травня", санітарний фельдшер                 |
| 8               | Вакалюк Наталія Петрівна          | 01.11.2010            | середня спеціальна | позапартійна                                  | Хутірська сільська рада, спеціаліст 2 категорії по обліку населення |
| 9               | Станіславчук Станіслав Федорович  | 01.11.2010            | середня            | позапартійний                                 | пенсіонер                                                           |
| 10              | Погрібний Володимир Якович        | 01.11.2010            | середня спеціальна | позапартійний                                 | ВАТ"Птахофабрика"Перше травня", бригадир тракторної бригади         |
| 11              | Погрібний Володимир Володимирович | 01.11.2010            | вища               | позапартійний                                 | ВАТ"Птахофабрика"Перше травня", начальник департаменту механізації  |
| 13              | Школьний Роман Павлович           | 01.11.2010            | середня            | позапартійний                                 | , безробітній                                                       |
| 14              | Ротай Світлана Геннадіївна        | 01.11.2010            | вища               | позапартійна                                  | Хутірська ЗШО І-ІІІ ст., вчитель початкових класів                  |
| 15              | Харченко Василь Антонович         | 01.11.2010            | вища               | член Народної партії                          | ВАТ"Птахофабрика"Перше травня", лікар ветиринарной медицини         |
| 16              | Кожем'яка Світлана Миколаївна     | 01.11.2010            | вища               | позапартійна                                  | ДНЗ"Ластівка", завідувачка                                          |